# كاسيلبيري
كاسيلبيري (بالإنجليزية: Casselberry)‏ هي مدينة أمريكية تقع في ولاية فلوريدا. ويبلغ عدد سكانها 26241 نسمة حسب إحصاء سنة 2010 م 26241.

## أعلام
- نيك كالاثيس
- راي كينيدي
- بات كالاثيس
- هيدي لامار
- تشاندلر بارسونز